# Trentepohlia (Mongoma) poliocephala
Trentepohlia (Mongoma) poliocephala is een tweevleugelige uit de familie steltmuggen (Limoniidae). De soort komt voor in het Oriëntaals en Australaziatisch gebied.